# Izba Edukacji Publicznej

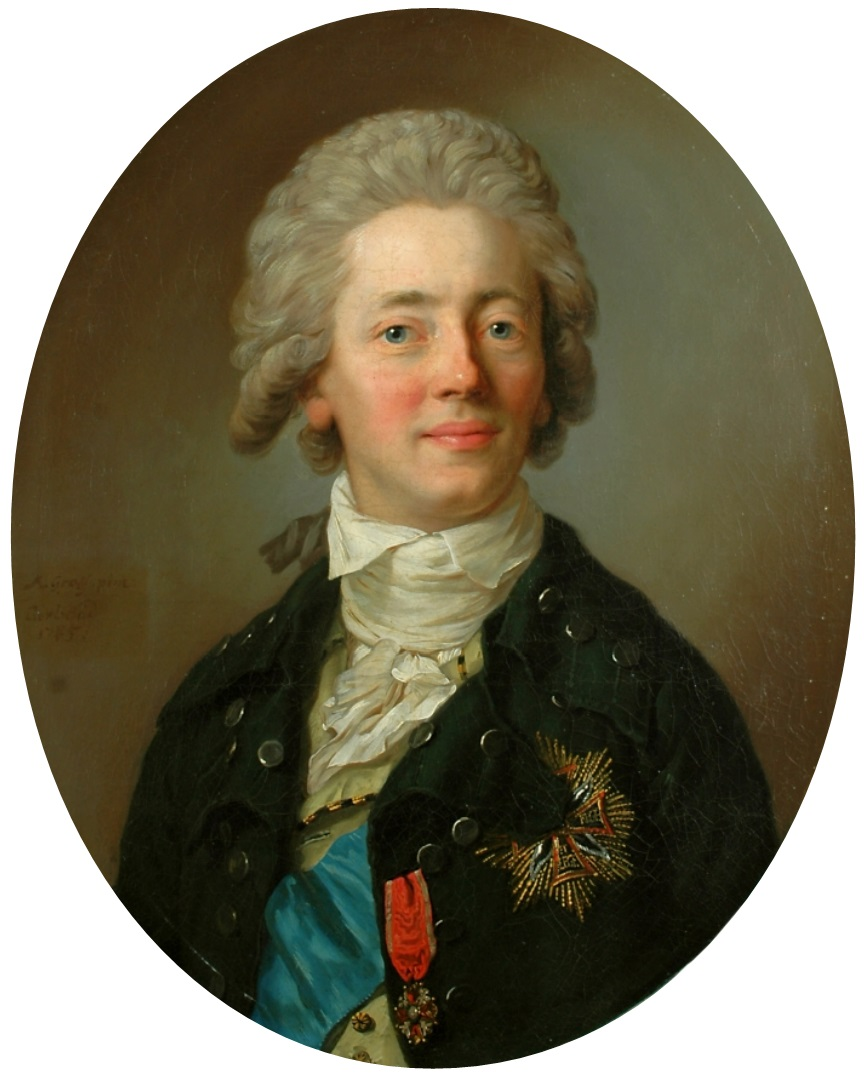
Stanisław Kostka Potocki (1785), prezes Izby Edukacji Publicznej

Izba Edukacji Publicznej (IEP), inaczej Izba Edukacyjna – naczelny organ administracji publicznej w Księstwie Warszawskim właściwy do spraw nauki, oświaty i wychowania, utworzony 26 stycznia 1807.

## Historia
Utworzona została 26 stycznia 1807 roku przez Komisję Rządzącą. Izba Edukacji Publicznej istniała w latach 1807–1812, a kierował nią Stanisław Kostka Potocki, we współpracy ze Stanisławem Staszicem, Samuelem Bogumiłem Lindem, Onufrym Kopczyńskim i innymi osobistościami tego okresu.
Celem Izby Edukacyjnej był przede wszystkim rozwój szkolnictwa elementarnego, aczkolwiek przykładano też wagę do rozbudowy szkolnictwa średniego (szkoły wydziałowe i podwydziałowe realne i szkoły departamentowe, w których nacisk położono na nauki ścisłe) i wyższego (w Warszawie powstały w 1808 Szkoła Prawa, w 1809 Szkoła Lekarska, w 1811 Szkoła Nauk Administracyjnych, a od 1809 Izbie podlegał Uniwersytet Jagielloński). Kierowano się zasadą powiązania systemu szkolnego z administracją państwową, w 1808 wprowadzono też po raz pierwszy na ziemiach polskich obowiązek szkolny.
Istotnym zarządzeniem było nałożenie na społeczności lokalne obowiązku tworzenia i finansowego utrzymywania szkół elementarnych, co zaowocowało ich szybkim rozwojem w Księstwie Warszawskim, a potem w Królestwie Polskim. W 1810 roku powstało Towarzystwo Elementarne, z Samuelem B. Lindem na czele, którego zadaniem było opracowywanie podręczników szkolnych.
Dyrektorem Redakcji Ksiąg Elementarnych przy izbie został Konstanty Wolski autor Nauki początkowego czytania, pisania y rachunków, elementarza polskiego opartego na fonetycznej (głoskowej) metodzie nauki czytania, który 8. krotnie wydawany był w latach 1811-1825.
W 1812 Izba Edukacji Publicznej została przekształcona w Dyrekcję Edukacji Narodowej.